# Fonts baptismaux du Faou
Les fonts baptismaux de l'église Saint-Sauveur du Faou, une commune du département du Finistère dans la région Bretagne en France, sont créés au XVIe siècle. Les fonts baptismaux en pierre sont depuis 1906 classés monuments historiques au titre d'objet.
L'inscription rappelant les quatre fleuves du paradis terrestre sur des phylactères courant autour de la cuve : le Gihon, le Pishon, le Tigre et l'Euphrate. La pierre conserve des traces de polychromie, elle est sculptée sur toutes les faces, à l'exception d'une partie martelée pendant la Révolution pour en effacer des armoiries.

## Liens externes

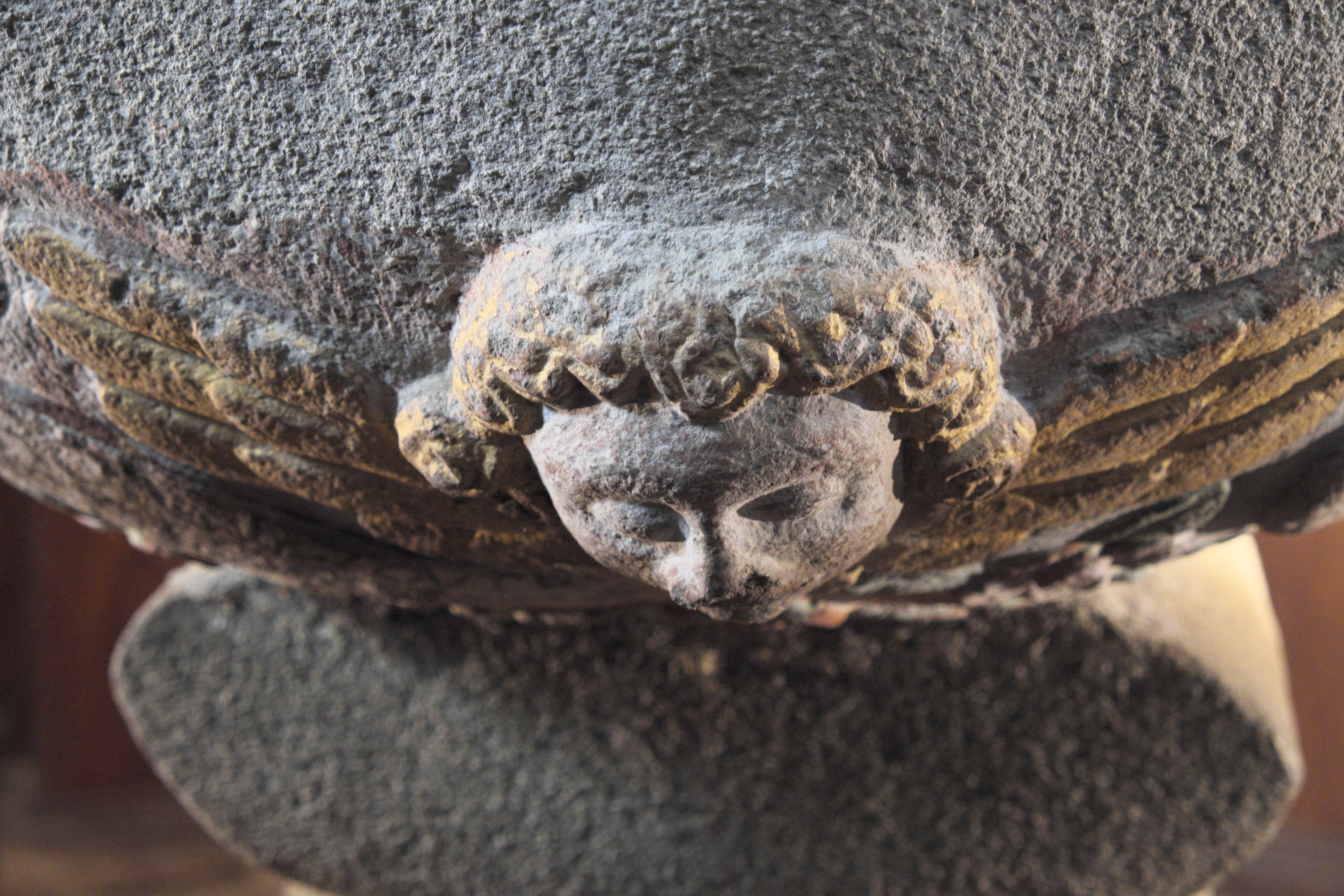
Relief d'un ange